# نگهبان مرگ (فیلم ۲۰۰۲)
نگهبان مرگ (انگلیسی: Deathwatch) فیلمی در ژانر ترسناک به کارگردانی ام. جی. باست است که در سال ۲۰۰۲ منتشر شد.

## بازیگران
- جیمی بل
- لاورنس فاکس
- کریس مارشال
- اندی سرکیس
- هیو اوکنور
- هانس ماتسون